# Seyðisfjörður

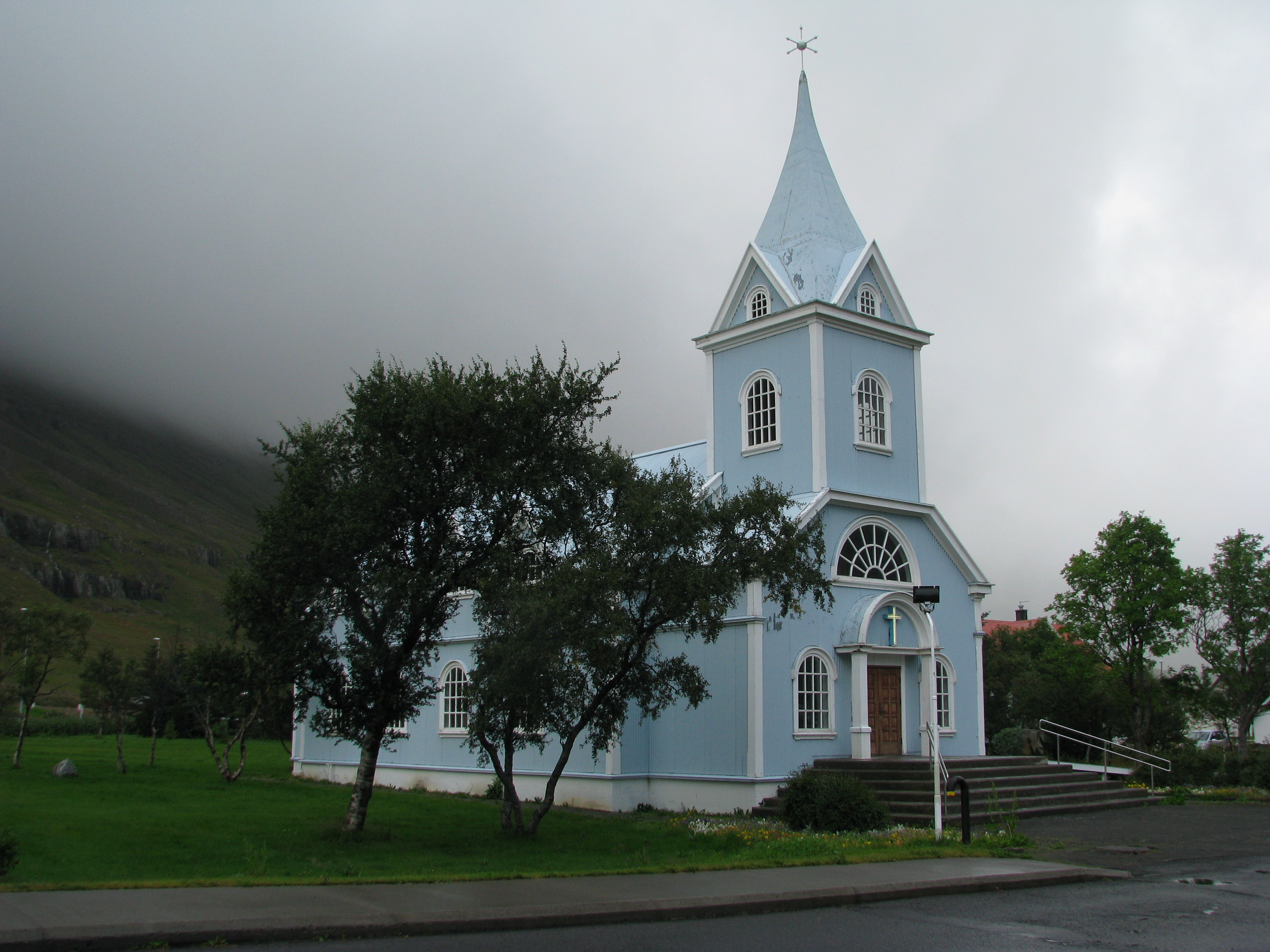
Kerk van Seyðisfjörður.

Seyðisfjörður is een klein stadje in de Oostfjorden van IJsland en ligt aan het einde van een fjord met dezelfde naam. Seyðisfjörður ligt in de gemeente Seyðisfjarðarkaupstaður in de regio Austurland op een afstand van 27 kilometer ten oosten van Egilsstaðir.
Het stadje is ook wel bekend van de televisieserie Trapped.
Er zijn veel watervallen in de buurt van het stadje, want het wordt dan ook langs drie kanten omringd door bergen. Seyðisfjörður heeft een cultureel centrum met een kunstcentrum en musea. Verder heeft het plaatsje een kerkje, dat vanwege zijn kleur ook wel de Blauwe kerk wordt genoemd.

## Verkeer en vervoer
Seyðisfjörður heeft een haven voor veerboten. De veerboot MS Norröna van Smyril Line biedt wekelijks een verbinding naar Tórshavn op de Faeröereilanden en Hirtshals in Denemarken. Tot 2009 werden ook Lerwick in Schotland en Bergen in Noorwegen aangedaan, maar dat bleek economisch niet rendabel.

## Stedenbanden
- Lyngby-Taarbæk (Denemarken)
- Vantaa (Finland), sinds 1980